# Onthophagus insignis
Onthophagus insignis är en skalbaggsart som beskrevs av Louis Albert Péringuey 1896. Onthophagus insignis ingår i släktet Onthophagus och familjen bladhorningar. Inga underarter finns listade i Catalogue of Life.